# Mfatseman
Mfatseman är ett distrikt i Ghana.   Det ligger i regionen Centralregionen, i den södra delen av landet, 100 km väster om huvudstaden Accra. Antalet invånare är 158 764. Arean är 533 kvadratkilometer.
Terrängen i Mfatseman är platt.